# Liliana Gafencu
 (juin 2022).
Si vous disposez d'ouvrages ou d'articles de référence ou si vous connaissez des sites web de qualité traitant du thème abordé ici, merci de compléter l'article en donnant les références utiles à sa vérifiabilité et en les liant à la section « Notes et références ».
Liliana Gafencu est une rameuse roumaine, née le 12 juillet 1975 à Suceava en Bucovine.

## Palmarès

### Jeux olympiques
- 2004 à Athènes,  Grèce
  -  Médaille d'or en huit barré
- 2000 à Sydney,  Australie
  -  Médaille d'or en huit barré
- 1996 à Atlanta,  États-Unis
  -  Médaille d'or en huit barré

### Championnats du monde d'aviron
- 2003 à Milan,  Italie
  -  Médaille d'argent en huit barré
- 1998 à Cologne,  Allemagne
  -  Médaille d'or en huit barré
- 1997 à Aiguebelette,  France
  -  Médaille d'or en huit barré
  -  Médaille de bronze en deux de couple
- 1996 à Glasgow,  Royaume-Uni
  -  Médaille d'argent en quatre de pointe